# كريستوبال مالدونادو
كريستوبال مالدونادو (بالإسبانية: Cristóbal Maldonado)‏ هو مدرب كرة قدم ولاعب كرة قدم باراغواياني، ولد في 12 أكتوبر 1950 في أسونسيون في باراغواي، وتوفي في 20 أكتوبر 2019. شارك مع منتخب باراغواي لكرة القدم. أما مع النوادي، فقد لعب مع ريال مدريد ونادي ليبرتاد.

## وصلات خارجية
- كريستوبال مالدونادو على موقع ناشيونال فوتبول تيمز (الإنجليزية)